# 三田演説館
三田演説館（みたえんぜつかん）は、東京都港区三田の慶應義塾大学三田キャンパスに所在する演説講堂で、今日の慶應義塾において福澤諭吉の存命中から存在する唯一の建造物である。日本の重要文化財指定建造物。

## 概要
1875年（明治8年）5月1日、慶應義塾の創立者である福澤諭吉自らの資金によって日本最初の演説会堂として建設された。建設当初は図書館と塾監局の間にあったが、関東大震災後の1924年に現在の三田キャンパス南西の稲荷山に移築された。終戦後の1947年と1995年-97年に補修工事が行われた。
富田鐵之助を通じてアメリカから取り寄せられた図面を基に造られており、洋風でありながら外観は木造寄棟瓦葺、なまこ壁といった日本独特の手法が用いられている擬洋風建築である。
館内は2階の左右にギャラリーを設けたオーディトリアムの形式が採用され、聴衆400-500名を収容することが可能。正面奥の演壇の背後には曲面状の壁が廻らされ、音響的にも優れたものとなっている。
演壇上部の福澤諭吉演説像は和田英作制作の原画を松村菊麿が1937年（昭和12年）に模写したもので、1960年（昭和35年）に神戸慶應倶楽部から寄贈された。
1915年、東京府史跡に指定され、1960年に東京都文化財のうち都重宝（建造物）へと種別と名称変更が行われた。
1945年の空襲で三田山上の建造物の多くは焼失したが、演説館は奇跡的に破損を免れた。
1960年、来塾した西独首相アデナウアーの名誉学位授与式が演説館で行われた。
1967年、国の重要文化財に指定される。
2017年、福澤諭吉胸像が演説館前に移設された。
「三田演説会」「ウェーランド講演会」「名誉博士号授与式」などに使用される以外では通常閉館されており、外部から眺めることしかできない。

## 福澤諭吉と演説
『学問のすゝめ』第12編の中で､「演説とは英語にて“スピイチ”といい、大勢の人を会して説を述べ、席上にて我思ふ所を人に伝ふる法なり。・・・この法の大切なるは論を俟ず。今世間にて議院などの説あれども、仮令ひ院を開くも、第１に説を述べる法あらざれば、議院も其の用を為さざる可し。」と述べており、その重要性を説いている。“スピイチ”を演説、“ディベイト”を討論と翻訳したのは福澤であり、小泉信吉がスピイチの方法と重要性を説いた英語冊子を福澤に示したところ、福澤がそれを認めその冊子を翻訳したときに生まれた言葉である。出典は鳩摩羅什訳の漢訳仏典から。

## 三田演説会

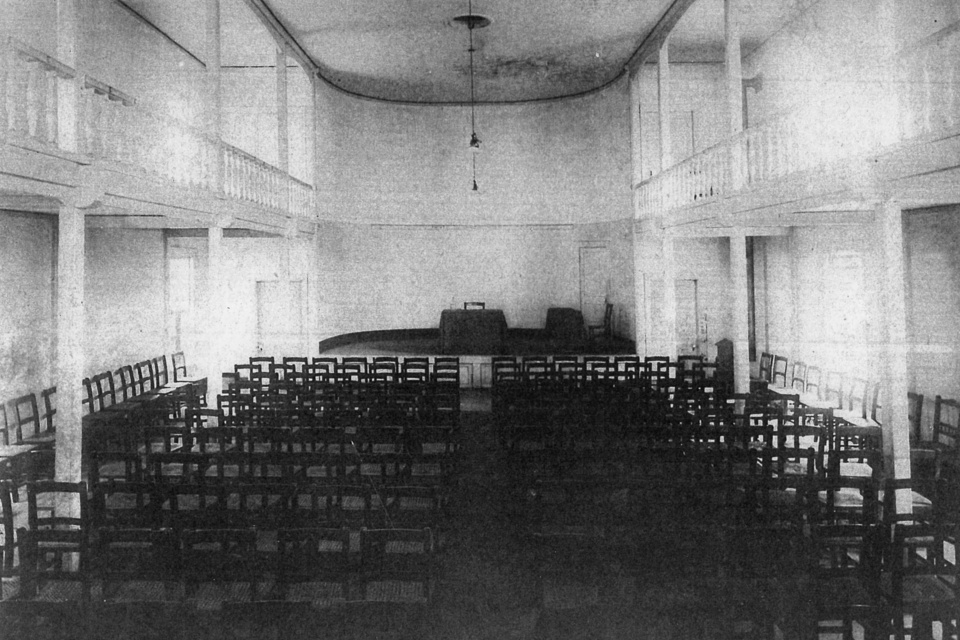
演説館内部（1907年）

福澤諭吉は1873年（明治6年）の夏頃から慶應義塾の有志者とともに演説弁論の技量向上に努め、翌年6月27日に三田演説会の発会式を行った。初期の演説会は会員のみの集会で、公衆の傍聴を原則として認めなかったが、三田演説館の開館後はこれを一般に公開した。明治10年代の自由民権運動興隆期には三田演説会も大盛況となり、植木枝盛などの民権活動家も演説館にたびたび足を運んだ。1890年（明治23年）7月1日に第1回衆議院議員総選挙が行われ、慶應義塾出身の当選者は28名に達した。
変わった試みとして1881年（明治14年）には慶應義塾の童子科生（12歳-15歳程度）による幼童演説会が数回開催された。これらの演説会の参加者のうち数名は三田演説会にも名を連ねている。
三田演説会は慶應義塾の伝統行事として、戦中戦後の中断期（1940-50年）および学生運動期（1968-69年）、新型コロナウイルス感染症拡大による中断（2020年）などをはさんで現在も続けられ、2024年（令和6年）12月4日の演説会まで通算で713回を数えている。

## ウェーランド講演会
毎年5月15日に慶應義塾で開催される講演会。正式名称は「福澤先生ウェーランド経済書講述記念講演会」。塾祖福澤諭吉が上野戦争の砲声轟く中でもウェーランド経済書の講義を続け、日本における洋学百年の命脈を保ったとの故事にちなむもので、慶應義塾では1956年（昭和31年）にこの5月15日を記念日と定め、毎年記念講演会を開催している。
例年は三田演説館を使用するが、新型コロナウイルス感染症拡大のため2020年（令和2年）は12月2日に三田キャンパス西校舎ホールで、2021年（令和3年）はオンデマンド配信で、2022年（令和4年）は5月13日に三田キャンパス北館ホールで無観客または少人数により開催された。2023年（令和5年）の講演会は4年ぶりに通常開催となった。